# Manuel Orantes
Manuel Orantes (Granada, 6 februari 1949) is een voormalig tennisser uit Spanje, in de jaren 70 en 80 van de 20e eeuw. Hij won driemaal het Spanish Open, maar het hoogtepunt van zijn carrière was het winnen van de US Open-finale tegen Jimmy Connors in 1975.
In 2012 werd hij opgenomen in de internationale Tennis Hall of Fame.

## Resultaten grandslamtoernooien
| Legenda | Legenda                          |
| ------- | -------------------------------- |
| g.t.    | geen toernooi gehouden           |
| l.c.    | lagere categorie                 |
| –       | niet deelgenomen                 |
| G       | uitgeschakeld in de groepsfase   |
| 1R      | uitgeschakeld in de eerste ronde |
| 2R      | uitgeschakeld in de tweede ronde |
| 3R      | uitgeschakeld in de derde ronde  |
| 4R      | uitgeschakeld in de vierde ronde |
| KF      | uitgeschakeld in de kwartfinale  |
| HF      | uitgeschakeld in de halve finale |
| F       | de finale verloren               |
| W       | het toernooi gewonnen            |
| w-v     | winst/verlies-balans             |

### Enkelspel
| Toernooi        | 1968 | 1969 | 1970 | 1971 | 1972 | 1973 | 1974 | 1975 | 1976 | 1977 | 1977 | 1978 | 1979 | 1980 | 1981 | 1983 |
| --------------- | ---- | ---- | ---- | ---- | ---- | ---- | ---- | ---- | ---- | ---- | ---- | ---- | ---- | ---- | ---- | ---- |
| Australian Open | KF   | –    | –    | –    | –    | –    | –    | –    | –    | –    | –    | –    | –    | –    | –    | –    |
| Roland Garros   | 1R   | 3R   | 4R   | 1R   | HF   | 2R   | F    | 1R   | KF   | –    | –    | KF   | 4R   | 4R   | 1R   | 2R   |
| Wimbledon       | 1R   | 1R   | 3R   | 1R   | HF   | –    | 4R   | –    | –    | –    | –    | –    | 2R   | –    | –    | –    |
| US Open         | –    | 2R   | –    | KF   | 3R   | 3R   | 2R   | W    | KF   | KF   | KF   | 1R   | –    | –    | –    | –    |

### Mannendubbelspel
| Toernooi        | 1968 | 1969 | 1970 | 1971 | 1972 | 1973 | 1974 | 1975 | 1976 |   | 1978 |
| --------------- | ---- | ---- | ---- | ---- | ---- | ---- | ---- | ---- | ---- | - | ---- |
| Australian Open | HF   | –    | –    | –    | –    | –    | –    | –    | –    | – |      |
| Roland Garros   | –    | 3R   | 2R   | –    | 3R   | 1R   | 2R   | HF   | HF   | F |      |
| Wimbledon       | 3R   | 3R   | 2R   | 1R   | KF   | –    | 2R   | –    | –    | – |      |
| US Open         | –    | 2R   | 1R   | 2R   | HF   | 1R   | 1R   | 3R   | –    | – |      |